# Andrea Crosariol
Andrea Crosariol (nacido el 11 de noviembre de 1984 (40 años) en Milán, Italia)  es un exjugador italiano de baloncesto. Con 2.11 de estatura, jugaba en la posición de pívot. 

## Equipos
- Pallacanestro Treviso
- 2006-2008 Virtus Bologna
- 2007-2008 Virtus Roma
- 2008-2009 Scandone Avellino
- 2009-2012 Virtus Roma
- 2012-2013 Victoria Libertas Pesaro
- 2013-2014 EWE Baskets Oldenburg
- 2014 Reyer Venezia
- 2014–2015 Anwil Wloclawek
- 2015–2016 Viola Reggio Calabria
- 2016-2017 Pistoia Basket
- 2017-2018 Pallacanestro Cantù
- 2018-2019 Pallacanestro Piacentina
- 2019-  Pistoia Basket 2000